# Бьянко, Джерардо
Джерардо Бьянко (итал. Gerardo Bianco; 12 сентября 1931, Гуардия-Ломбарди, Кампания — 1 декабря 2022, Рим) — итальянский политик, министр общественного образования (1990—1991).

## Биография
Родился 12 сентября 1931 года в Гуардия-Ломбарди (Кампания), получил высшее образование в области классической филологии в колледже Августина (Collegio Augustinianum) Католического университета Святого Сердца в Милане. Преподавал древнеримскую литературу в Пармском университете.
С 1968 по 1994 год являлся членом Палаты депутатов с V по XI созыв, входил во фракцию ХДП (в 1992—1994 годах состоял в смешанной фракции христианских демократов и ИНП), в 2001—2008 годах возвращался в Палату XIV и XV созыва. В Палате VIII созыва с 1979 по 1983 год и XI созыва с 1992 по 1994 год возглавлял фракцию христианских демократов. С 9 июля 1987 по 22 июля 1990 года занимал кресло заместителя председателя Палаты депутатов, с 22 октября 1987 по 27 июля 1990 года возглавлял Комитет по делам личного состава (Comitato per gli affari del personale).
С 27 июля 1990 по 12 апреля 1991 года являлся министром общественного образования в шестом правительстве Андреотти.
В январе 1994 года вступил в Итальянскую народную партию, в марте 1995 года при поддержке левого крыла партии и центристов избран национальным секретарём вместо Рокко Буттильоне, выступавшего за сближение ИНП с правоцентристами Сильвио Берлускони. Бьянко содействовал движению партии влево и привёл её к вступлению в коалицию Оливковое дерево, одержавшую победу на выборах 1996 года. В январе 1997 года новым секретарём партии был избран Франко Марини, а Бьянко стал её председателем. Будучи по образованию латинистом, занимался изданием «Горациевой энциклопедии» (Enciclopedia Oraziana) в Институте Итальянской энциклопедии.
В 1994 году Бьянко избран в Европейский парламент по спискам Итальянской народной партии и с 19 июля 1994 по 19 июля 1999 года входил во фракцию Европейской народной партии.
В 2002 году ИНП влилась в новую политическую партию «Маргаритка», и Бьянко вступил в неё вместе со своими единомышленниками. В феврале 2008 года вошёл в число учредителей партии Роза за Италию, также известную под названием «Белая Роза».
После прекращения парламентской деятельности Бьянко возглавил Ассоциацию бывших парламентариев (Associazione ex Parlamentari) и в этом качестве привлёк к себе внимание общественности в 2012 году выступлением в программе la Zanzara («Комар») на Radio 24, когда заявил, что пенсия 4000 евро в месяц, получаемая многими отставными парламентариями, в принципе позволяет обеспечить достойный уровень жизни, но всё же несправедливо мала. В частности, обычные пенсионеры получают тринадцатую пенсию, которая не положена бывшим депутатам.